# 科布濟夫卡
49°13′15″N 35°34′27″E / 49.22083°N 35.57417°E
科布濟夫卡（烏克蘭語：Кобзівка）是位於烏克蘭東部的村莊，由哈爾科夫州别列斯京区的納塔利內市鎮負責管轄。該村始建於1883年，面積2.22平方公里，海拔高度102米，2023年人口527，人口密度每平方公里293.4人。